# Macy Rodman
Pour les articles homonymes, voir Rodman.
Macy Rodman, née en 1989 à Juneau, est une autrice-compositrice-interprète étasunienne.

## Biographie

### Enfance et adolescence
Née à Juneau en 1989 d'un père ouvrier dans le bâtiment et d'une mère baby-sitter puis fonctionnaire, Macy Rodman grandit en Alaska jusqu'à ses 18 ou 19 ans, âge auquel elle quitte sa région natale pour New York.
Fréquentant jusque-là une école chrétienne, elle intègre au lycée un établissement public. Elle poursuit ses études à New York, dans une école de design : la Parsons The New School for Design. Au fur et à mesure qu'elle découvre le milieu de la mode cependant, Macy Rodman s'en détourne peu à peu pour se consacrer plutôt à la musique, domaine qu'elle considérait jusque-là comme étant le pré carré de sa sœur Ariel. Elle finit par abandonner ses études,.

### Carrière musicale
Si elle s'intéresse à la musique depuis l'enfance, ce n'est qu'à New York que Macy Rodman apprend véritablement à composer et commence à s'enregistrer. Ses premières chansons — et son premier EP notamment, Help — tournent principalement autour d'expériences liées à sa transitude.

#### The Lake
Le premier album de Macy Rodman, The Lake, sort en 2017. Selon l'artiste elle-même, il donne le sentiment d'entendre chanter « PJ Harvey dans un club ».

#### Endless KindnessetNeovaginal Dilation Expansion Pack
Le deuxième album de Macy Rodman, Endless Kindness, sort en 2019. Quatre titres bénéficient alors d'un clip vidéo : Greased Up Freak, dans le clip duquel la chanteuse campe différents personnages, ainsi qu'Annie Lennox dans les clips des singles tirés de l'album Savage ; Runnin' Down My Back, hommage à la chanson Something Came Over Me des Throbbing Gristle ; Berlin et Ugly Bitch. Deux EPs sortent en 2020, qui contiennent des remixes de Berlin et Vaseline et constituent ensemble un Neovaginal Dilation Expansion Pack.

#### Unbelievable Animals
Porté par les singles Love Me!, Rock 'N' Roll Gay Guy et Punk Rock Boyfried, Unbelievable Animals, le troisième album de Macy Rodman, sort en 2021 sur le label de Shamir, Accidental Popstar Records. Écrit pendant le premier mois de confinement lié à la pandémie de Covid-19, cet album est, ainsi qu'elle le décrit, « un album de rupture », particulièrement influencé par la pop rock des années 1990.

## Influences
Macy Rodman dit de sa musique qu'il s'agit de « post-punk flavored synthpop » (« synthpop aux influences post-punk »). De leur côté, les journalistes tendent à la décrire comme transcendant les genres musicaux, relevant de la musique « expérimentale » ou de l'« avant-pop ».
Parmi ses influences, la chanteuse cite PJ Harvey, Courtney Love et Kelis, en particulier pour le côté « espiègle, cru et extrêmement intime » de leurs titres.

## Discographie

### Albums
- The Lake (2017)
- Endless Kindness (2019)
- Unbelievable Animals (2021)
- Scald (2025)

### EPs
- Help (2016)
- Neovaginal Dilation Expansion Pack Vol. 1: Berlin
- Neovaginal Dilation Expansion Pack Vol. 2: Vaseline
- Uncontrollable Flammables (2022)

## Podcast
- Nymphowars, avec Theda Hammel[1]